# Parafia Narodzenia Najświętszej Maryi Panny w Pruszczu
Parafia Narodzenia NMP – rzymskokatolicka parafia w Pruszczu. Należy do dekanatu tucholskiego Diecezji pelplińskiej. Do parafii należą wierni z miejscowości: Pruszcz, Bagienica i Motyl. Proboszczem parafii jest ks. Stefan Czarnecki.